# Centurion (film)
Centurion is een Brits-Frans-Amerikaanse historische actiefilm uit 2010 onder regie van Neil Marshall, die zelf het verhaal schreef. Hiervoor werd hij genomineerd voor de Saturn Award voor beste internationale film 2011.

## Verhaal
Het is het jaar 117 en het Romeinse Rijk krijgt het maar niet voor elkaar de Picten omver te werpen, die zich ontpoppen als een guerrillaleger onder leiding van koning Gorlacon (Ulrich Thomsen). De Romeinse gouverneur Agricola stuurt het Legio IX Hispana eropuit om een nieuwe poging te doen. Onder hen bevindt zich de vrouwelijke Etain (Olga Kurylenko), die dienstdoet als spoorzoeker.
Etain leidt Legio IX Hispana rechtstreeks een hinderlaag in waarin de Picten honderden Romeinen afslachten en hun leider General Titus Flavius Virilus (Dominic West) als gevangene meenemen naar hun nederzetting. Alleen Quintus Dias (Michael Fassbender), Bothos (David Morrissey), Thax (JJ Feild), Brick (Liam Cunningham), Macros (Noel Clarke), Leonidas (Dimitri Leonidas) en Tarak (Riz Ahmed) blijven levend achter. Etain blijkt zich onder valse voorwendselen onder de Romeinen te hebben gevoegd. Ze staat aan de kant van de Picten. Als klein meisje werden haar ouders voor haar ogen vermoord door de Romeinen. Zijzelf werd daarbij verkracht en daarna de tong uitgesneden zodat ze geen kwaad zou kunnen spreken over de Romeinen. Ze haat ze intens.
Het overlevende zevental begeeft zich naar de nederzetting waar Virilus vastgehouden wordt. Een bevrijdingspoging mislukt, maar hierbij vermoorden ze wel Gorlacons tienerzoon (Ryan Atkinson). Gorlacon stuurt een jachtgroep onder aanvoering van Etain eropuit om de zeven vluchtende Romeinen te achterhalen. Hij vraagt Etain hun hoofden voor hem mee terug te nemen. Voor ze vertrekt wordt Virilus losgemaakt en bewapend met een zwaard om het één op één op te nemen tegen Etain. Na zijn leven te hebben beëindigd, begint de jacht.

## Rolverdeling
| - Michael Fassbender - Centurion Quintus Dias - Andreas Wisniewski - Commandant Gratus - Dave Legeno - Vortix - Axelle Carolyn - Aeron - Dominic West - Generaal Titus Flavius Virilus - JJ Feild - Thax - Lee Ross - Septus - David Morrissey - Bothos - Ulrich Thomsen - Gorlacon - Paul Freeman - Gouverneur Julius Agricola - Olga Kurylenko - Etain - Jake Maskall - Officier Argos | - Eoin Macken - Achivir - Liam Cunningham - Brick - Noel Clarke - Macros - Dimitri Leonidas - Leonidas - Riz Ahmed - Tarak - Imogen Poots - Arianne - Rachael Stirling - Druzilla - Michael Carter - Generaal Antoninus - Tom Mannion - General Tesio - Peter Guinness - Generaal Cassius - James Currie - Maximus |